# Narmada (Indonesië)
Narmada is een plaats in Indonesië, gelegen op het eiland Lombok. 
Narmada ligt zo'n 10 kilometer ten oosten van de provinciehoofdstad Mataram. De stad is bekend onder de bijnaam Air (vertaald: water). Dit is vanwege de vele bronnen in de omgeving.
Narmada heeft ook als motto: AIR wat staat voor Aman (veilig), Indah (mooi) en Rapi (opgeruimd).
De plaats dankt zijn bekendheid vooral vanwege het gelijknamige park: Taman Narmada.